# کرانن‌دونک
کرانن‌دونک (به هلندی: Cranendonck) یک شهرستان در هلند است که در برابانت شمالی واقع شده‌است. کرانن‌دونک ۲۸ متر بالاتر از سطح دریا واقع شده‌است.